# Карен Сусман
Карен Сусман (англ. Karen Susman; нар. 11 грудня 1942) — колишня американська тенісистка.
Найвищу одиночну позицію світового рейтингу — 4 місце досягла 1962 року.
Перемагала на турнірах Великого шолома в одиночному та парному розрядах.

## Фінали турнірів Великого шолома

### Одиночний розряд: 1 (1 перемога)
| Результат | Рік  | Турнір               | Покриття | Суперниця   | Рахунок  |
| --------- | ---- | -------------------- | -------- | ----------- | -------- |
| Перемога  | 1962 | Вімблдонський турнір | Трава    | Вера Сукова | 6–4, 6–4 |

### Парний розряд: 6 (3–3)
| Результат | Рік  | Турнір               | Покриття | Партнерка          | Суперниці                           | Рахунок       |
| --------- | ---- | -------------------- | -------- | ------------------ | ----------------------------------- | ------------- |
| Перемога  | 1961 | Вімблдонський турнір | Трава    | Біллі Джин Кінг    | Джен Легейн Маргарет Корт           | 6–3, 6–4      |
| Перемога  | 1962 | Вімблдонський турнір | Трава    | Біллі Джин Моффітт | Сандра Рейнольдс-Прайс Рене Схюрман | 5–7, 6–3, 7–5 |
| Поразка   | 1962 | Чемпіонат США        | Трава    | Біллі Джин Моффітт | Марія Буено Дарлін Гард             | 4–6, 6–3, 6–2 |
| Поразка   | 1964 | Вімблдонський турнір | Трава    | Біллі Джин Моффітт | Маргарет Сміт Леслі Тернер Боурі    | 7–5, 6–2      |
| Перемога  | 1964 | Чемпіонат США        | Трава    | Біллі Джин Моффітт | Маргарет Сміт Леслі Тернер          | 3–6, 6–2, 6–4 |
| Поразка   | 1965 | Чемпіонат США        | Трава    | Біллі Джин Моффітт | Керо Колдвелл-Гребнер Ненсі Річі    | 6–4, 6–4      |

## Часова шкала турнірів Великого шлему в одиночному розряді
| W | Ф | ПФ | ЧФ | #Р | КТ | К# | DNQ | A | NH |

| Турнір               | 1958  | 1959  | 1960  | 1961  | 1962  | 1963  | 1964  | 1965 – 1968 | 1969  | 1970 – 1975 | 1976  | 1977  | 1978  | 1979  | 1980  | Career SR |
| -------------------- | ----- | ----- | ----- | ----- | ----- | ----- | ----- | ----------- | ----- | ----------- | ----- | ----- | ----- | ----- | ----- | --------- |
| Чемпіонат Австралії  |       |       |       |       |       |       |       |             |       |             |       | A / A |       |       |       | 0 / 0     |
| Чемпіонат Франції    |       |       |       |       |       |       | ЧФ    |             |       |             |       |       |       |       |       | 0 / 1     |
| Вімблдонський турнір |       |       | ЧФ    | ЧФ    | П     |       | 3р    |             |       |             |       | 2р    |       |       |       | 1 / 5     |
| Чемпіонат США        | 3р    | ЧФ    | 3р    | 3р    | 3р    |       | ЧФ    |             | 1р    |             | 1р    |       |       | 2р    | 3р    | 0 / 10    |
| SR                   | 0 / 1 | 0 / 1 | 0 / 2 | 0 / 2 | 1 / 2 | 0 / 0 | 0 / 3 | 0 / 0       | 0 / 1 | 0 / 0       | 0 / 1 | 0 / 1 | 0 / 0 | 0 / 1 | 0 / 1 | 1 / 16    |

Нотатка: 1977 року Відкритий чемпіонат Австралії відбувся двічі: в січні та грудні.